# Gestur Pálsson
Gestur Pálsson (ur. 25 września 1852 na farmie Miðhús koło Reykhólar, zm. 19 sierpnia 1891 w Winnipeg) – islandzki pisarz, poeta i dziennikarz.

## Życiorys
Wywodził się z zamożnej rodziny chłopskiej. W młodości bez powodzenia studiował teologię w latach 1875-1882. Był zwolennikiem Georga Brandesa i jego współpracownikiem. Związał się z kopenhaskim czasopismem Verdandi (pol. Współczesność), które wydawali islandzcy studenci w Danii. Przeciwstawiał się wraz z nimi romantyzmowi i wyznawał realizm. Według Witolda Nawrockiego był jedynym islandzkim realistą krytycznym. Pisał wiersze, powieści, ale jego głównymi dziełami były opowiadania. Opisywał w nich życie islandczyków zarówno w kraju, jak i na emigracji w Kanadzie, gdzie się przeprowadził i gdzie zmarł. Publikował też teksty publicystyczne na temat stosunków społecznych i kulturalnych na wyspie. Do jego najważniejszych opowiadań należą: Gniazdo miłości (Kaerleiksheimilid, 1882, tematyka proletariatu miejskiego) i Czas zaręczyn (Tilhugalif).